# 范應期
范应期（1527年—1594年），字伯楨，號屏麓，浙江湖州府乌程县人。明朝狀元，政治人物。

## 生平
順天府鄉試第七十名。范应期家境殷实，靠捐納入国子监，嘉靖四十四年（1565年）会试一百九十三名，廷试成一甲第一名進士（狀元）。本年三月授翰林院修撰，四十五年九月调南大理寺评事，隆慶元年（1567年）三月升左寺正，二年五月升南太仆寺丞，三年三月改尚宝司丞，四年二月升南国子监司业，六年二月改北京，万历元年（1573年）二月改任右中允，经筵讲官，七月主考应天府乡试，三年五月升右谕德，掌南翰林院事，本月丁忧。八年九月以原官仍掌南翰林院事，十一年二月调南刑部员外郎，闰二月升南礼部郎中，四月升司經局洗馬管司业事，十月回司經局管事，十二年正月官至国子监祭酒，二月致仕回乡，結果在家乡與他人結怨。二十二年，仇家千余人向官府告狀。巡按御史彭应参要求乌程知县张应望拘捕范應期。范應期最終不堪受辱而自缢。后其妻吴氏赴京上訴，得申冤。

## 著作
著有《玉拙堂集》。《明状元图考》六卷收錄其創作的一首《李花》诗。

## 家族
曾祖范縉；祖父范完；父范萱，加赠国子监司业；母陸氏，累封太安人。